# Lamont (cráter marciano)

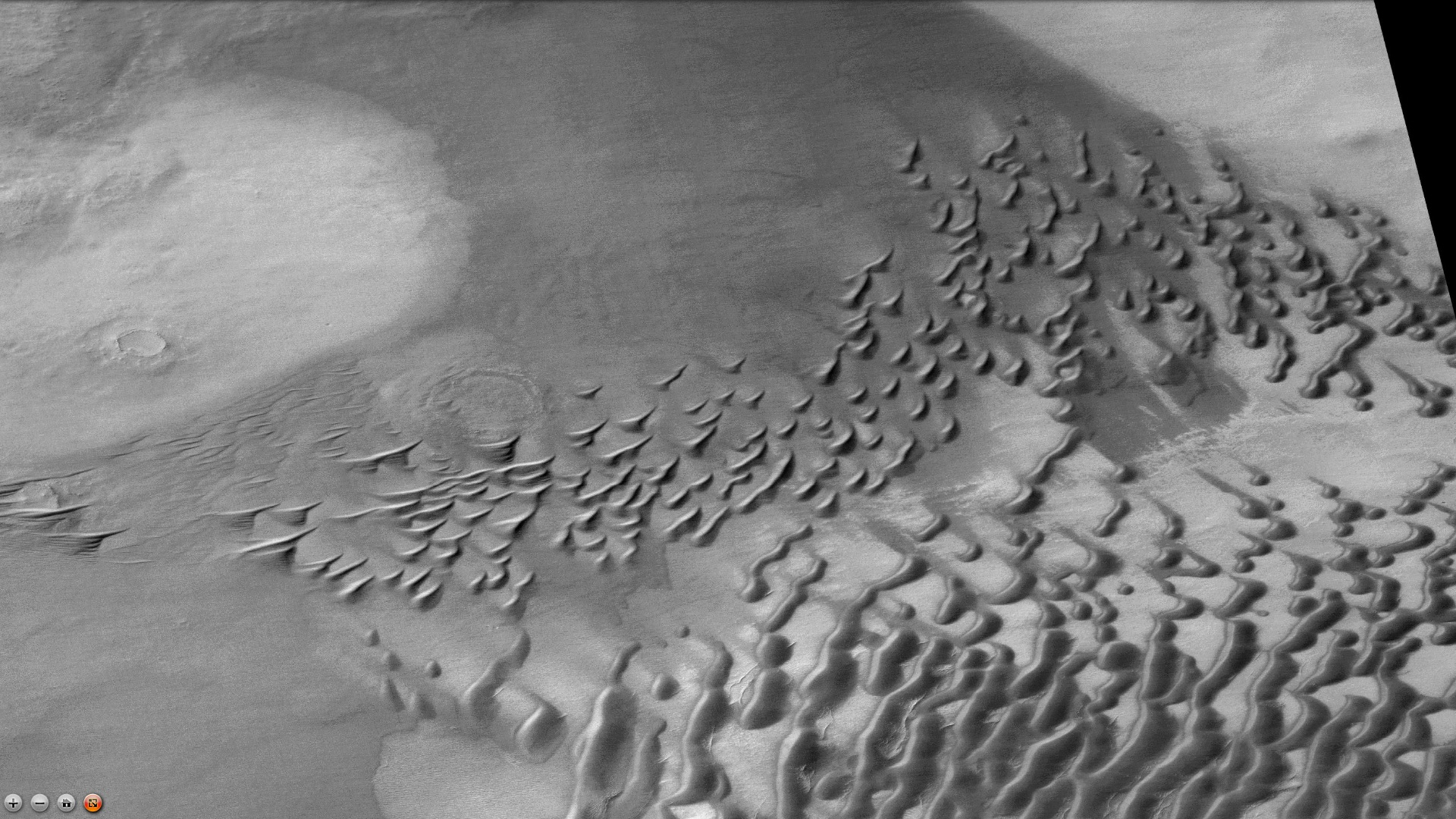
Dunas sobre el fondo de Lamont (imagen de la cámara CTX a bordo del Mars Reconnaissance Orbiter, ampliación de la imagen anterior).

Lamont es un cráter perteneciente al cuadrángulo Thaumasia de Marte, localizado en las coordenadas 58.17° de latitud sur y 113.54° de longitud oeste. Tiene 76 km de diámetro y debe su nombre al astrónomo alemán Johann von Lamont, siendo su denominación aprobada en 1973.
| [[File:Wikilamont.jpg\|1200px\|alt={{{Alt\|{{{descripción}}}]] |
| Cráter Lamont, fotografía de la cámara CTX a bordo del Mars Reconnaissance Orbiter. Las áreas oscuras están compuestas de mayoritariamente dunas. (El norte, hacia la izquierda de la fotografía). |